# ياروسلاف مارتينيوك
ياروسلاف مارتينيوك (بالأوكرانية: Мартинюк Ярослав Петрович)‏ هو لاعب كرة قدم أوكراني في مركز الوسط، ولد في 20 فبراير 1989 في فينيتسا في أوكرانيا. شارك مع منتخب أوكرانيا تحت 16 سنة لكرة القدم ومنتخب أوكرانيا تحت 17 سنة لكرة القدم ومنتخب أوكرانيا تحت 18 سنة لكرة القدم ومنتخب أوكرانيا تحت 19 سنة لكرة القدم. أما مع النوادي، فقد لعب مع أرسنال كييف واجمك اف سي وشاختيور سوليجورسك ونادي إيرميس أراديبو ونادي روخ لفيف ونادي كارباتي لفيف.

## وصلات خارجية
- ياروسلاف مارتينيوك على موقع الاتحاد الأوربي (الإنجليزية)
- ياروسلاف مارتينيوك على موقع اتحاد أوكرانيا (الإنجليزية)
- ياروسلاف مارتينيوك على موقع قاعدة بيانات كرة القدم.إي يو (الإنجليزية)
- ياروسلاف مارتينيوك على موقع Soccerbase.com (لاعب) (الإنجليزية)
- ياروسلاف مارتينيوك على موقع Soccerway.com (الإنجليزية)
- ياروسلاف مارتينيوك على موقع عالم كرة القدم.نت (الإنجليزية)